# Bob Fronk
Robert „Bob“ Fronk ist ein ehemaliger US-amerikanischer Basketballspieler.

## Leben
Fronk war als Jugendlicher Basketballspieler an der Sunset High School in Beaverton (US-Bundesstaat Oregon). Er erhielt Angebote von Hochschulmannschaften in den Sportarten Basketball und American Football. Der 1,93 Meter große Fronk entschied sich, an die University of Washington zu wechseln und spielte von 1977 bis 1981 für deren Huskies genannte Basketballmannschaft. Er bestritt 107 Partien, entwickelte sich im Laufe der vier Jahre zum Leistungsträger und war in der Saison 1980/81 mit 16,7 Punkten je Begegnung zweitbester Korbschütze der Mannschaft. Er bereitete in derselben Saison im Durchschnitt pro Einsatz 4,4 Korberfolge seiner Nebenleute vor.
Die Indiana Pacers (NBA) riefen Fronks Namen beim Draftverfahren der US-Liga im Jahr 1981 auf, wählten den Aufbauspieler in der sechsten Runde an 129. Stelle aus. Fronk spielte jedoch nie in der NBA. 1983 wechselte er zu Saturn Köln in die deutsche Basketball-Bundesliga, nahm mit den Rheinländer unter der Führung von Trainer Ralph Klein auch am Europapokal der Pokalsieger teil. Fronk trumpfte in Köln mit hoher Punktausbeute auf, seinen Bestwert im Europapokal der Pokalsieger erreichte der US-Amerikaner im Februar 1984, als er beim 85:71-Sieg über Olimpia Mailand 35 Punkte verbuchte. Er wurde 1983/84 mit Köln Zweiter der Bundesliga und unterlag mit Saturn im Endspiel um den DBB-Pokal der Mannschaft aus Göttingen.
Später war Fronk Basketballtrainer, hatte von 1994 bis 1996 das Amt des Assistenztrainers an der Saint Martin’s University im US-Bundesstaat Washington inne. Er wurde im Hauptberuf als Lehrer tätig, trat 1997 eine Stelle an der North Kitsap School (ebenfalls im Bundesstaat Washington) an und übernahm dort auch das Amt des Basketballtrainers. Im März 2003 trat er als Trainer zurück. 2011 endete seine Tätigkeit als Lehrer an der North Kitsap School, Fronk war von 2011 bis 2014 an einer internationalen Schule im belgischen Waterloo tätig und trat anschließend eine Stelle an einer Schule in Doha in Katar an.